# الرابط الفرنسي (فلم)
العميل الفرنسي (بالإنجليزية: The French Connection) فيلم دراما بوليسي أمريكي من إنتاج 1971 وحائز على أوسكار أفضل فيلم لنفس العام، من إخراج ويليام فريدكين، تدور أحداث الفيلم عن محققين من شرطة مدينة نيويورك يحققان في تهريب المخدرات بين مرسيليا في فرنسا ونيويورك. حاز الفيلم على 5 جوائز أوسكار لأفضل فيلم، أفضل مخرج، أفضل ممثل بدور رئيسي لجين هاكمان، أفضل سيناريو وأفضل نص متبنى عن رواية أو كتاب. حقق الفيلم نجاح ملحوظ على شباك التذاكر حيث جمع أرباح فاقت 50 مليون دولار ونال استحسان النقاد، وقد صور جزء ثاني للفيلم بعد 4 سنوات من الجزء الأول.

## وصلات خارجية
- الرابط الفرنسي على موقع IMDb (الإنجليزية)
- الرابط الفرنسي على موقع ميتاكريتيك (الإنجليزية)
- الرابط الفرنسي على موقع الموسوعة البريطانية (الإنجليزية)
- الرابط الفرنسي على موقع روتن توميتوز (الإنجليزية)
- الرابط الفرنسي على موقع نتفليكس (الإنجليزية)
- الرابط الفرنسي على موقع قاعدة بيانات الأفلام العربية
- الرابط الفرنسي على موقع ألو سيني (الفرنسية)
- الرابط الفرنسي على موقع Turner Classic Movies (الإنجليزية)
- الرابط الفرنسي على موقع أول موفي (الإنجليزية)
- الرابط الفرنسي على موقع بوكس أوفيس موجو (الإنجليزية)

1. 1 2  وصلة مرجع: http://www.imdb.com/title/tt0067116/. الوصول: 3 مايو 2016.
2. 1 2  وصلة مرجع: http://www.metacritic.com/movie/the-french-connection-re-release. الوصول: 3 مايو 2016.
3. ↑  وصلة مرجع: https://www.cnc.fr/professionnels/visas-et-classification/39222. الوصول: 22 أغسطس 2018.
4. ↑  Australian Classification ID: french-connection-2.
5. ↑  مذكور في: قاعدة بيانات الأفلام التشيكية السلوفاكية. لغة العمل أو لغة الاسم: التشيكية. تاريخ النشر: 2001.
6. ↑  "قاعدة بيانات الأفلام على الإنترنت" (بالإنجليزية). Retrieved 2023-11-26.